# Юрій Друцький-Горський
Юрій Друцький-Горський (д/н—1609) — державний, політичний і військовий діяч Речі Посполитої.

## Життєпис
Походив з князів Друцьких-Горських гербу Друцьк, однією з гілок Друцьких. Єдиний син Абрама Друцького-Горського. Після смерті батька, що сталося в першій половині 1550-х років успадкував родинні володіння з містечком Орава. З початку 1580-х років був замковим писарем Овруча при старості Михайлі Вишневецькому. Оженився з донькою смоленського воєводи Філона Кміти.
1595 року вступив у суперечку з Лукашем Сапігою щодо маєтків свого померлого тестя. У 1596 і 1600 роках обирається делегатом на сейм від Київського воєводства. 1596 року був активним учасником Берестейського православного собору, що відкинув Берестейську унію. 1600 року продав стриєчному брату Федору Ораву. У 1603 році за 100 тис. флоринів разом з дружиною продав Янушу Острозькому містечка Пиків, Глинськ, Жуків, Шепіївку, Кривошиїнці тощо.
У 1604—1605 роках брав участь у кампаніях Лжедмитрія I. 1607 року приєднався до Лжедмитрія II. Помер 1609 року в Тушинському таборі біля Москви.